# Sus
Sus es un género de mamíferos artiodáctilos de la familia Suidae originario de Eurasia que incluye los cerdos domésticos y los jabalíes. Este género pertenece a la subfamilia de los suínos, dentro de la familia de los suídos, junto con otros grupos como los facóqueros africanos. Sus parientes más lejanos son los pecaríes americanos que pertenecen a la familia de los tayasuidos.
Con alrededor de 1000 millones de ejemplares de esta especie vivos en cualquier momento, el cerdo doméstico se encuentra entre los grandes mamíferos con mayor población mundial. Los cerdos son omnívoros y pueden consumir una amplia gama de alimentos. Los cerdos son biológicamente similares a los humanos y, por tanto, son frecuentemente utilizados para la investigación médica en humanos.

## Características y comportamiento
Un cerdo tiene un morro de nariz, ojos pequeños y una cola corta y rizada. Tiene el cuerpo rechoncho y patas cortas. Tienen cuatro dedos en cada pie, con el más largo, los dedos medianos los utiliza para caminar.
Los cerdos son omnívoros, pudiendo alimentarse de plantas y animales (invertebrados, pequeños mamíferos, huevos, carroña, etc).
Las hembras son fértiles entre los 8 a 18 meses de edad. Entran en celo (estro) cada 21 días. Los machos son sexualmente maduros entre 8 a 10 meses de edad. Una camada tiene entre 6 y 12 lechones. 
Los cerdos no tienen glándulas sudoríparas funcionales, por lo que deben enfriarse desde una fuente externa, normalmente agua o barro cuando lo necesitan. También se embarran para protegerse de la radiación actínica. También agrega protección contra insectos y parásitos.

## Distribución y evolución

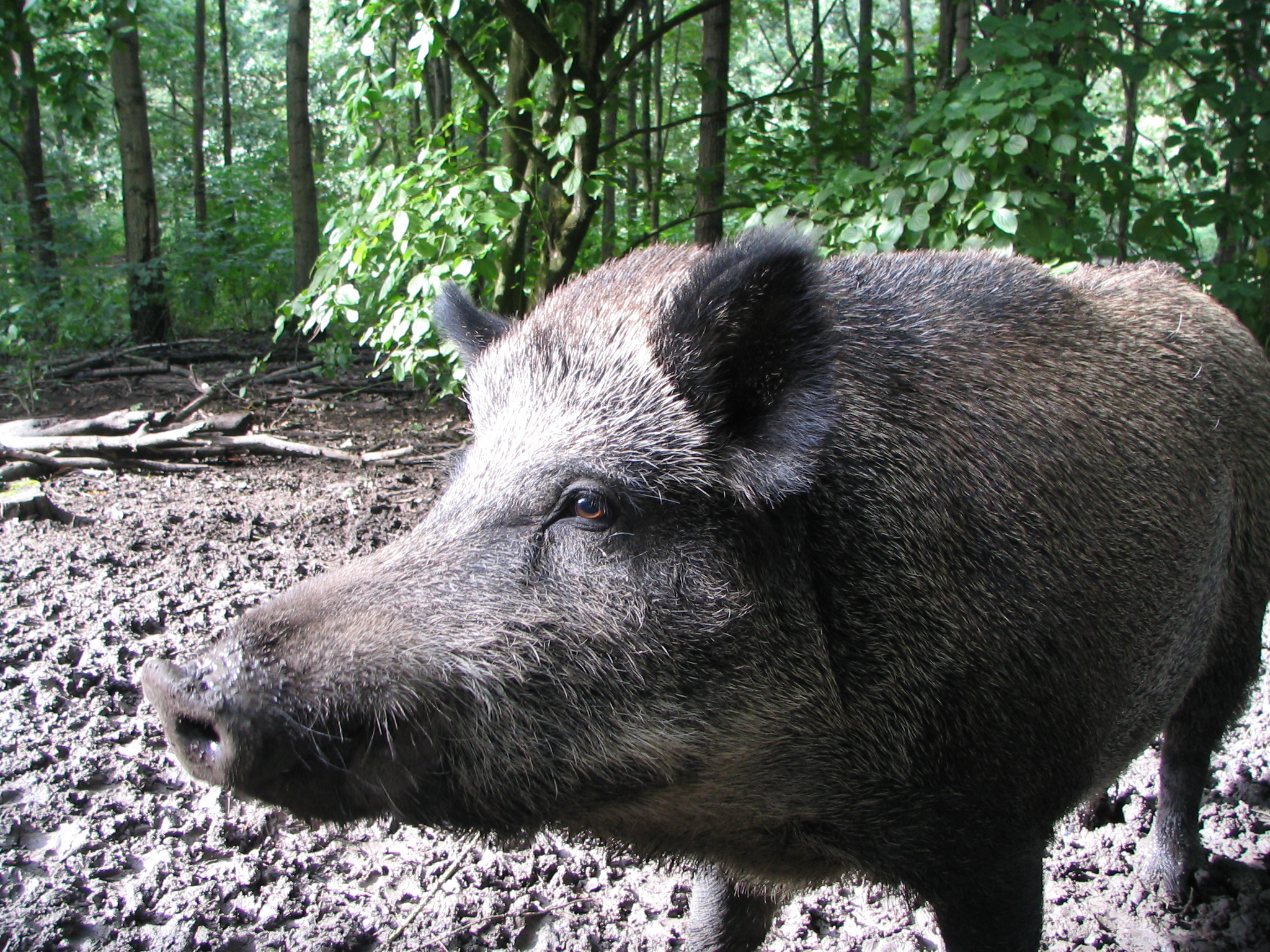
Jabalí de Europa Central

Con alrededor de mil millones de individuos vivos en cualquier momento, el cerdo doméstico es uno de los grandes mamíferos más numerosos del planeta.
El ancestro del cerdo doméstico es el jabalí, que es uno de los grandes mamíferos más numerosos y extendidos. Sus numerosas subespecies son nativas de todos los climas, excepto los más duros, de la Eurasia continental y sus islas, así como de África, desde Irlanda e India hasta Japón y el norte de Siberia.
Aislados durante mucho tiempo de otros cerdos en las numerosas islas de Indonesia, Malasia y Filipinas, los cerdos han evolucionado hasta convertirse en muchas especies diferentes, como los jabalíes, los cerdos barbudos y los cerdos verrugosos. Los humanos han introducido cerdos en Australia, América del Norte y del Sur, y en numerosas islas, ya sea accidentalmente como cerdos domésticos escapados que se han asilvestrado, o como jabalíes.

## Hábitat y reproducción
El jabalí (Sus scrofa) puede aprovechar cualquier recurso forrajero. Por lo tanto, pueden vivir en prácticamente cualquier hábitat productivo que pueda proporcionar suficiente agua para mantener a grandes mamíferos como los cerdos. Si se produce un aumento de la búsqueda de alimento de los jabalíes en determinadas zonas, pueden provocar una escasez nutricional que haga disminuir la población de cerdos. Si el estado nutricional vuelve a la normalidad, lo más probable es que la población de cerdos aumente debido a la mayor tasa de reproducción natural de los cerdos.

## Dieta y alimentación
Los cerdos son omnívoros, lo que significa que consumen tanto plantas como animales. En la naturaleza, son animales forrajeros, que comen principalmente hojas, raíces, frutas y flores, además de algunos insectos y peces. Como ganado, los cerdos son alimentados principalmente con maíz y harina de soja con una mezcla de vitaminas y minerales añadidos. Tradicionalmente, se criaban en granjas lecheras y se les llamaba "levantadores de hipotecas", debido a su capacidad para utilizar el exceso de leche y suero de la fabricación de queso y mantequilla combinados con los pastos. Los cerdos más viejos consumen de tres a cinco galones de agua al día. Cuando se mantienen como mascotas, la dieta óptima y saludable consiste principalmente en una dieta equilibrada de verduras crudas, aunque algunos pueden dar a sus cerdos un pienso convencional de mini pig en pellets.

## Domesticación
Los cerdos han sido domesticados desde la época antigua en el Viejo Mundo. Los cerdos fueron domesticados en cada extremo de Eurasia, y posiblemente varias veces. Actualmente se piensa que los cerdos fueron atraídos a los asentamientos humanos por los restos de comida, y que el proceso de domesticación comenzó como una relación comensal. Las evidencias arqueológicas sugieren que los cerdos eran manejados en la naturaleza de manera similar a como son manejados por algunos neoguineanos modernos a partir de jabalíes tan temprano como 13.000-12.700 BP en el Cercano Oriente en la cuenca del Tigris, Çayönü, Cafer Höyük, Nevalı Çori. Se han datado restos de cerdos anteriores a 11.400 BP en Chipre que debieron ser introducidos desde el continente, lo que sugiere la domesticación en el continente adyacente para entonces.
Los cerdos también fueron domesticados en China, posiblemente más de una vez. En algunas partes de China los cerdos se mantenían en corrales desde tiempos tempranos, separándolos de las poblaciones salvajes y permitiendo a los granjeros crear razas más gordas y que se reprodujeran más rápidamente. Los europeos de la Edad Moderna llevaron estas razas a su país y las cruzaron con sus propios cerdos, lo que supuso el origen de la mayoría de las razas porcinas modernas.
En la India, los cerdos han sido domesticados durante mucho tiempo sobre todo en Goa y en algunas zonas rurales consumiendo las heces de los humanos. Esta práctica también se dio en China. Aunque son ecológicamente lógicos y económicos, los retretes para cerdos están perdiendo popularidad a medida que aumenta el uso de fosa séptica y/o sistemas de alcantarillado en las zonas rurales.
Hernando de Soto y otros exploradores españoles trajeron cerdos al sureste de Norteamérica desde Europa. Al igual que en la Europa medieval, los cerdos son valorados en ciertas islas oceánicas por su autosuficiencia, lo que permite dejarlos sueltos, aunque esta práctica tiene inconvenientes (véase impacto ambiental).
El cerdo doméstico (Sus domesticus) suele recibir el nombre científico Sus scrofa domesticus, aunque algunos taxónomos, incluida la Sociedad Americana de Mastozoología, lo llaman S. domesticus, reservando S. scrofa para el jabalí. Fue domesticado hace aproximadamente entre 5.000 y 7.000 años. Los caninos superiores forman unos colmillos afilados distintivos que se curvan hacia fuera y hacia arriba. En comparación con otros artiodáctilos, su cabeza es relativamente larga, puntiaguda y sin verrugas. La longitud de su cabeza y cuerpo oscila entre 0,9 y 1,8 m y pueden pesar entre 50 y 350 kg.
En noviembre de 2012, los científicos consiguieron secuenciar el genoma del cerdo doméstico. Las similitudes entre los genomas porcino y humano hacen que los nuevos datos puedan tener amplias aplicaciones en el estudio y tratamiento de las enfermedades genéticas humanas.
En agosto de 2015, un estudio examinó más de 100 secuencias del genoma del cerdo para determinar su proceso de domesticación. Se suponía que el proceso de domesticación había sido iniciado por los humanos, implicaba a pocos individuos y se basaba en el aislamiento reproductivo entre las formas salvajes y las domésticas. El estudio descubrió que la suposición del aislamiento reproductivo con cuellos de botella en la población no estaba respaldada. El estudio indicaba que los cerdos se domesticaron por separado en Asia occidental y China, y que los cerdos de Asia occidental se introdujeron en Europa, donde se cruzaron con los jabalíes. Un modelo que se ajustaba a los datos incluía la mezcla con una población fantasma de cerdos salvajes ya extinguida durante el Pleistoceno. El estudio también descubrió que, a pesar del retrocruzamiento con cerdos salvajes, los genomas de los cerdos domésticos presentan fuertes firmas de selección en loci de ADN que afectan al comportamiento y la morfología. El estudio concluyó que la selección humana de rasgos domésticos probablemente contrarrestó el efecto homogeneizador del flujo genético de los jabalíes y creó islas de domesticación en el genoma. El mismo proceso puede aplicarse a otros animales domesticados.

## Especies
- Sus ahoenobarbus
- Sus barbatus
- Sus bucculentus †
- Sus cebifrons
- Sus celebensis
- Sus oliveri
- Sus philippensis
- Sus salvanius
- Sus scrofa
- Sus verrucosus
- Sus hysudricus †
- Sus falconeri †
- Sus strozzi †